# Jean Allouch
Pour les articles homonymes, voir Allouch.
Jean Allouch est un psychanalyste français né à Montpellier le 6 avril 1939 et mort le 16 septembre 2023 à Paris.

## Biographie
Formé à la psychologie et à la philosophie, Jean Allouch suit dès 1962 les séminaires de Jacques Lacan (qui fut aussi son analyste). Après la dissolution de l’École freudienne de Paris dont il faisait partie, il contribue aux premiers pas de la revue Littoral et participe à la fondation, en 1985, de l'École lacanienne de psychanalyse. Jean Allouch anime la collection « Les grands classiques de l’érotologie moderne » aux éditions Epel. Son séminaire, qui se tient à l’hôpital Sainte-Anne à Paris, trouve régulièrement à se prolonger à l’étranger, en particulier en Amérique latine.
Il meurt le 16 septembre 2023, dans le 5e arrondissement de Paris.

## Ouvrages
- La « solution » du passage à l’acte. Le double crime des sœurs Papin. En compagnie d'Erik Porge et Mayette Viltard, signé Francis Dupré. (Toulouse, Erès, 1984)
- Lettre pour lettre. Transcrire, traduire, translittérer (Toulouse, Erès, 1984)
- Freud, et puis Lacan (Paris, Epel, 1993)
- Louis Althusser récit divan (Paris, Epel, 1992)
- Marguerite, ou l'Aimée de Lacan (postface de Didier Anzieu, 2e éd., Paris, Epel, 1994)
- Érotique du deuil au temps de la mort sèche (2e éd., Paris, Epel, 1995)
- Éthification de la psychanalyse. Calamité (Paris, Cahiers de L’unebévue, 1996)
- Le sexe de la vérité (Paris, Cahiers de L’unebévue, 1998)
- Allo Lacan ? Certainement pas ! (Paris, Epel, 1998)
- La psychanalyse, une érotologie de passage (Paris, Cahiers de L'unebévue, 1998)
- Le sexe du maître (Paris, Exils, 2001)
- Ça de Kant, cas de Sade (Paris, Cahiers de L’unebévue, 2001)
- Les Années Lacan, avec Markos Zafiropoulos et Paul-Laurent Assoun (Paris, Économica, 2003)
- Ombre de ton chien. Discours psychanalytique, discours lesbien (Paris, Epel, 2004)
- La psychanalyse est-elle un exercice spirituel ? Réponse à Michel Foucault (Paris, Epel, 2004)
- Oser construire : Pour François Jullien, avec Pierre Chartier, Alain Badiou et Françoise Gaillard (Paris, Les Empêcheurs de Penser en Rond, 2007)
- Lacan Love. Melbourne seminars and others works (Melbourne, Bookbound publishers, 2007)
- Pensées pour le nouveau siècle, avec Aliocha Wald Lasowski, Jean Claude Ameisen et Alain Badiou (Paris, Fayard, 2008)
- 543 impromptus de Jacques Lacan (Paris, Fayard, 2009)
- Contre l’éternité. Ogawa, Mallarmé, Lacan (Paris, Epel, 2009)
- L’Amour Lacan (Paris, Epel, 2009)
- Prisonniers du Grand Autre. L'Ingérence divine I (Paris, Epel, 2012)
- Schreber théologien. L'Ingérence divine II (Paris, Epel, 2013)
- Une femme sans au-delà. L'ingérence divine III (Paris, Epel, 2014)
- L'Autresexe (Paris, Epel, 2015)
- Pourquoi y a-t-il de l'excitation sexuelle plutôt que rien ? (Paris, Epel, 2017)
- La Scène lacanienne et son cercle magique (Paris, Epel, 2017)
- Nouvelles remarques sur le passage à l’acte (Paris, Epel 2019)
- La leçon d'Artaud: Une esthétique de l'esprit (Paris, Epel, 2023)
- Sigmund Freud, La morale sexuelle (préface à) (Marseille, Cahiers de Psychanalyse, 2023)

## Études
- Émilie Berrebi (dir.), Étant donné L'Amour Lacan (Paris, Epel, 2013).